# 파키스탄의 행정 구역
파키스탄은 4개 주, 2개 연방 직할 구역, 카슈미르에 위치한 2개 행정 구역으로 구성되어 있다.
각 주는 세부적으로 구(division), 현(district), 테실(tehsil) 순으로 나뉜다.

## 행정 구역
| 파키스탄의 행정 구역 |                 |                       |                  |              |             |                    |                    |
| 번호                 | 깃발            | 이름                  | 우르두어 이름    | 주도         | 면적 (km2)  | 인구 (2017년 기준) | 공용어             |
| 1                    |                 | 발루치스탄 주         | بلوچستان         | 퀘타         | 347,190 km2 | 7,914,000 명       | 발루치어, 우르두어 |
| 2                    |                 | 카이베르파크툰크와 주 | خیبرپختونخوا     | 페샤와르     | 101,741 km2 | 22,000,000 명      | 파슈토어, 우르두어 |
| 3                    |                 | 펀자브 주             | پنجاب            | 라호르       | 205,344 km2 | 101,000,000 명     | 펀자브어, 우르두어 |
| 4                    |                 | 신드 주               | سندھ             | 카라치       | 140,914 km2 | 42,400,000 명      | 신디어, 우르두어   |
| 5                    |                 | 이슬라마바드 수도권   | وفاقی دارالحکومت | 이슬라마바드 | 1,165.5 km2 | 1,151,868명        | 영어, 우르두어     |
| 6                    |                 | 아자드 카슈미르       | آزاد کشمیر       | 무자파라바드 | 13,297 km2  | 4,567,982 명       | 우르두어           |
| 7                    | 파키스탄의 국기 | 길기트발티스탄        | شمالی علاقہ جات  | 길기트       | 72,496 km2  | 1,800,000 명       | 영어, 우르두어     |

## 같이 보기
- 파키스탄의 번왕국